# اسکریمر (آلاباما)
اسکریمر (به انگلیسی: Screamer) یک منطقهٔ مسکونی در ایالات متحده آمریکا است که در آلاباما واقع شده‌است. اسکریمر ۱۰۲٫۱۱ متر بالاتر از سطح دریا واقع شده‌است.